# Sarah Dagenais-Hakim
Sarah Dagenais-Hakim est une actrice et chanteuse canadienne, née à Montréal (Québec), surtout connue pour son rôle d’Ilsa Trépanier dans Lance et Compte : La Finale, et de Nadja Fernandez dans Victor Lessard,.

## Biographie
Après des études en chant jazz à l’Université Concordia, Sarah Dagenais-Hakim complète un baccalauréat en interprétation à l’École supérieure de théâtre de l’Université du Québec à Montréal. Dès sa sortie, en 2009, Sarah incarne des premiers rôles à la télévision. Elle est remarquée du public dans 30 vies et apparaît dans Les Beaux Malaises, Unité 9, 19-2, Tu m'aimes-tu ? et Trauma, en plus de participer à quelques courts métrages primés dans les festivals. En 2015, Sarah incarne la journaliste Ilsa Trépanier dans Lance et Compte : La Finale, un rôle qui marque un point tournant dans sa carrière et attise l’intérêt des médias et du grand public,. Elle enchaîne ensuite avec des rôles dans Blue Moon, ainsi que Séquelles. En 2017, elle revient à l’écran dans le rôle de Nadja Fernandez dans le thriller policier Victor Lessard,,,,.
Sarah Dagenais-Hakim est également une chanteuse qui performe depuis plus de dix ans sur les scènes à travers le Québec. Elle s’est notamment illustrée lors des FrancoFolies de Montréal et du Festival Montréal Complètement Cirque, a collaboré maintes fois avec les 7 Doigts de la Main, en plus de remporter comme interprète plusieurs prix dans les plus prestigieux concours de chant de la province, dont Ma Première Place des Arts. Appuyant sa pratique multidisciplinaire, Sarah participe en 2010 à la comédie musicale Je m'voyais déjà, et se hisse au numéro un des palmarès radiophoniques avec sa reprise de La Plus Belle pour aller danser tirée du spectacle. En 2015, elle joint la distribution de 50 Shades ! La Parodie Musicale,. Sarah prête sa voix à divers jingles publicitaires, chante régulièrement avec plusieurs formations soul, R&B, jazz, blues, Motown et Pop et présente avec enthousiasme son projet bien à elle, le Sarah D. Hakim Band, accompagnée de quelques-uns des meilleurs musiciens de la province. Auteure-compositrice-interprète, elle est actuellement en processus de création d’un premier album de matériel original.

## Filmographie

### Cinéma

#### Courts métrages
- 2011 : Le Pourquoi du comment : Solveigh
- 2013 : Encrages : Juliette
- 2014 : Les gars des vues - Pimp ta route : Cynthia
- 2015 : Le Truck : Sophie[17]

### Télévision

#### Séries télévisées
- 2005 : Le cœur a ses raisons
- 2007 : C.A. : Amie de Marie-Pierre
- 2009 : RemYx : Rosalie
- 2011 : Toute la vérité : Mariève
- 2012 : Trauma : Naïla
- 2012 : Légitime Dépense : Sonia[18]
- 2012 : Tu m'aimes-tu ? : Jolie sportive
- 2013 : 19-2 : Josée Martel
- 2013 : Unité 9 : Patricia
- 2013 : 30 vies : Maria Mazzini
- 2014 : Les Beaux Malaises : Jeune femme commis
- 2015 : Lance et Compte : La Finale : Ilsa Trépanier
- 2016 : Blue Moon : Diane Delcourt
- 2016 : Séquelles : Julie
- 2017 : Victor Lessard : Nadja Fernandez

## Distinctions

### Récompenses
- 2009 : premier prix d'interprétation – Concours Chante en Français[19].
- 2010 : prix Hydro-Québec – Ma Première Place des Arts.
- 2010 : numéro un des palmarès radiophoniques avec sa reprise de La Plus Belle pour aller danser tirée du spectacle Je m'voyais déjà.